# Isabel Moctezuma
Doña Isabel Moctezuma (tên khai sinh: Tecuichpoch Ichcaxochitzin; 1509/1510 – 1550/1551) là con gái của Hoàng đế Aztec Moctezuma II. Bà là vợ của Atlixcatzin, một tlacateccatl, sau trở thành vợ của các hoàng đế Aztec là Cuitláhuac và Cuauhtémoc, và cũng là Hoàng hậu cuối cùng của Aztec. Sau khi Tây Ban Nha chinh phục Đế quốc Aztec, Doña Isabel được công nhận là người thừa kế hợp pháp của cựu hoàng đế Moctezuma và trở thành một trong những quý tộc Mexico bản địa được cấp quy chế encomienda. Trong số người thân của cô có thể kể đến người em gái cùng cha khác mẹ Marina (hoặc Leonor) Moctezuma, và Juan Sánchez, một thống đốc bản địa ở Oaxaca.
Doña Isabel đã kết hôn với một tlacateccatl, hai hoàng đế Aztec và ba người Tây Ban Nha, và trở thành goá phụ 5 lần. Bà có một cô con gái ngoài giá thú mà bà từ chối thừa nhận, đó là Leonor Cortés Moctezuma, với một Chinh phục tướng quân là Hernán Cortés. Các con trai của Doña Isabel đã thành lập một dòng dõi quý tộc Tây Ban Nha.
Tước hiệu Công tước xứ Moctezuma de Tultengo trong giới quý tộc Tây Ban Nha vẫn còn tồn tại đến tận ngày nay là hậu duệ của em trai bà. Người ta ước tính rằng, chỉ tính riêng ở Tây Ban Nha, Isabel có 2000 con cháu.

## Gia đình và những cuộc hôn nhân sớm
Mẹ của Doña Isabel là Công chúa Teotlalco và tên khai sinh của bà là Tecuich(po)tzin, được dịch là "con gái của lãnh chúa" ở Nahuatl. Teotlalco là vợ chính thất của Moctezuma và do đó, trong số các con gái của Moctezuma, Tecuichpotzin có vị trí ưu tiên. Khi còn nhỏ, Tecuichpotzin đã kết hôn với Atlixcatzin, người qua đời vào năm 1520. Sau khi cha cô bị giết bởi chính người dân của ông (hoặc người Tây Ban Nha), cô nhanh chóng kết hôn với người chú của mình là Cuitláhuac, người trở thành hoàng đế sau cái chết của Moctezuma. Cuitláhuac chết vì bệnh đậu mùa chỉ sau 80 ngày cai trị. Cuauhtémoc trở thành hoàng đế và kết hôn với Tecuichpotzin. Cô chỉ khoảng 11 hoặc 12 tuổi vào thời điểm kết hôn lần thứ 3.

## Doña Isabel và cuộc chinh phục Tenochtitlan

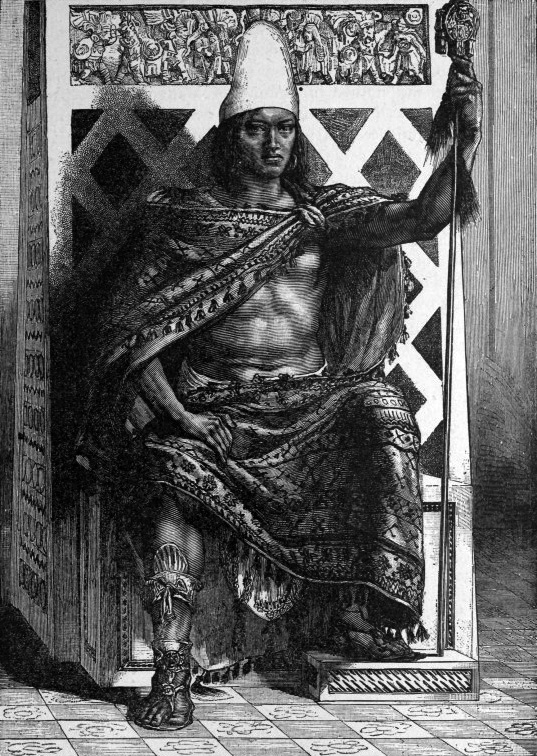
Hình minh hoạ của Moctezuma II, năm 1892

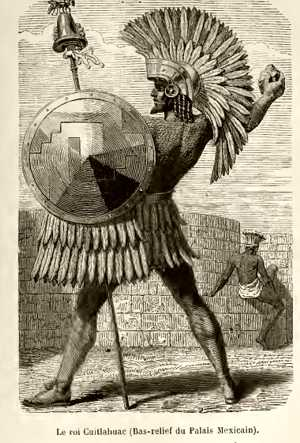
Cuitláhuac là chú của Isabel và cũng là chồng thứ 2 của bà

Hernán Cortés và những người Tây Ban Nha khác tiến vào Tenochtitlan vào ngày 8 tháng 11 năm 1519. Trong vài tháng, họ sống trong cung điện của Moctezuma. Vào một thời điểm nào đó trong thời gian lưu trú ở đó, họ đã bắt hoàng đế làm con tin. Người Aztec nổi dậy và trục xuất Cortés cùng quân đội của ông ta khỏi Tenochtitlan (La Noche Triste, ngày 30 tháng 6 năm 1520). Tuy nhiên, Tecuichpotzin đã bị người Tây Ban Nha bỏ lại ở thành phố. Các nhà lãnh đạo Aztec nhanh chóng gả cô cho Cuitláhuac, hoàng đế mới, và sau khi ông qua đời vì bệnh đậu mùa, cô đã được gả cho Cuauhtémoc.
Cortés quay trở lại vào năm 1521 cùng với một nhóm lớn người Tây Ban Nha và đồng minh người da đỏ, hầu hết đến từ Tlaxcala, để tấn công Tenochtitlan. Người Aztec, với quân số và tinh thần suy kiệt do dịch bệnh đậu mùa, đã bị đánh bại. Cuauhtémoc và triều đình của ông đã cố gắng chạy trốn khỏi Tenochtitlan bằng thuyền, nhưng họ đã bị người Tây Ban Nha bắt giữ. Khi đầu hàng, Cuauhtémoc yêu cầu người Tây Ban Nha tôn trọng các phu nhân trong triều đình của ông, trong đó có người vợ trẻ Tecuichpotzin.
Năm 1525, Cortés xử tử Cuauhtemoc và Tecuichpotzin góa chồng lần thứ ba.

## Cải đạo sang Cơ đốc giáo và liên minh triều đại đến Tây Ban Nha
Cortés coi Tecuichpotzin như một biểu tượng cho điều mà ông muốn miêu tả là sự liên tục cai trị giữa người Aztec và người Tây Ban Nha. Cô được hướng dẫn về Cơ đốc giáo, cải sang đạo này, có lẽ là vào năm 1526, và được rửa tội với tên thánh là Isabel, cái tên mà sau này cô được biết đến. Mọi dấu hiệu đều cho thấy Doña Isabel, cựu công chúa Aztec Tecuichpotzin, rất sùng bái tôn giáo mới của mình. Cô hào phóng quyên góp cho các tu sĩ dòng Augustinô, đến mức người ta yêu cầu cô dừng lại. Việc giáo dục của Isabel với tư cách là một Cơ đốc nhân không bao gồm việc dạy cô đọc và cô vẫn mù chữ.
Cortés đã sắp xếp cuộc hôn nhân của Doña Isabel với người đồng nghiệp thân thiết của ông là Alonso de Grado vào tháng 6 năm 1526. Một phần của cuộc hôn nhân này là việc trao đặc quyền encomienda cho Doña Isabel. Encomienda bao gồm thành phố Tacuba (khoảng 8 km2 hoặc 5 dặm vuông) về phía Tây Tenochtitlan (nay gọi là Thành phố México) và là encomienda lớn nhất ở Thung lũng Mexico, một dấu hiệu cho thấy tầm quan trọng mà Cortés dành cho Isabel. Encomienda của Doña Isabel đã tồn tại trong nhiều thế kỷ. Chính phủ Tây Ban Nha và sau đó là Mexico đã trả chủ quyền sở hữu dưới hình thức trợ cấp cho con cháu của Doña Isabel cho đến năm 1933 và Bá tước xứ Miravalle, hậu duệ của Moctezuma, vẫn còn tồn tại ở Tây Ban Nha.

## Về chế độ nô lệ
Sự phản đối chế độ nô lệ của cô gần đây đã trở thành một chủ đề được quan tâm. Bản thân Isabel là một chủ nô nổi tiếng, như truyền thống của dòng dõi cô, nhưng cô đã giải phóng tất cả nô lệ của mình trước khi qua đời.
Vào tháng 7 năm 1526, Cortés trao cho Alonso de Grado, chồng của Isabel, vị trí "Visitador Real" - một kiểm toán viên lưu động có thẩm quyền thực thi quyền tư pháp và hành pháp nhân danh vương quyền - của Tân Tây Ban Nha. De Grado được giao nhiệm vụ cụ thể là đến thăm tất cả các thành phố và làng mạc, để "tìm hiểu về quá trình Cơ đốc hóa và đảm bảo rằng các luật đối xử tốt với người da đỏ - Luật Burgos - đều được tôn trọng. Ông ta phải truy tố và trừng phạt chế độ nô lệ bất hợp pháp. Ông ta tập trung vào việc nô lệ bất hợp pháp người bản xứ, cũng như các tranh chấp giữa các công chức Tây Ban Nha và chính quyền địa phương - bản xứ, và ông có thẻ bắt giam bất kỳ người Tây Ban Nha nào phản đối mình". Alonso qua đời khi đang thực hiện nhiệm vụ này.
Isabel có mối liên hệ chặt chẽ với luật mới thông qua chồng cô. Người ta cho rằng ban đầu bà không hài lòng với những nỗ lực của người Tây Ban Nha nhằm áp đặt các giới hạn trong quyền sở hữu và đối xử với nô lệ. Bất chấp việc cơ quan luật pháp ngày càng cố gắng hạn chế hoặc dập tắt chế độ nô lệ bản địa ở Tân Tây Ban Nha mà chồng bà bị buộc tội thi hành. Với tư cách là quý tộc bản địa, bà có đặc quyền giữ lại những nô lệ mà bà sở hữu trước cuộc chinh phục và đối xử với họ "theo cách của mình". bà thậm chí còn bị hạn chế quyền lực trong việc điều chỉnh các quy tắc ở vùng đất theo đặc quyền encomienda của mình. Bà đã sử dụng đặc quyền này và sở hữu một số lượng lớn nô lệ bản địa trong suốt cuộc đời mình. Tuy nhiên, đến cuối đời, bà đã giải phóng tất cả họ, bà cũng đảm bảo rằng họ được cung cấp phương tiện để sinh sống khi được tự do, điều này đã được ghi rõ trong di chúc.
Nguyên nhân dẫn đến sự thay đổi quan điểm này là không chắc chắn, nhưng đã đặt cơ sở cho việc miêu tả gần đây về bà như một "nhà hoạt động" chống chế độ nô lệ và là người mẹ của nền độc lập bản địa trong một số lĩnh vực tư tưởng. "Tôi muốn, và tôi ra lệnh, và đó là ý chí của tôi, rằng tất cả nô lệ của tôi, đàn ông và phụ nữ người châu Mỹ bản địa, sinh ra từ vùng đất này, những người mà Juan Cano, chồng tôi và tôi coi là của riêng mình, trong phạm vi quyền của tôi đối với họ, sẽ thoát khỏi thân phận làm nô lệ, và với tư cách là những người tự do, họ sẽ làm những gì họ muốn, vì tôi không coi họ là nô lệ; vì vậy nếu họ là (nô lệ), tôi sẽ và ra lệnh cho họ được tự do".

## Cortés và hai cuộc hôn nhân cuối

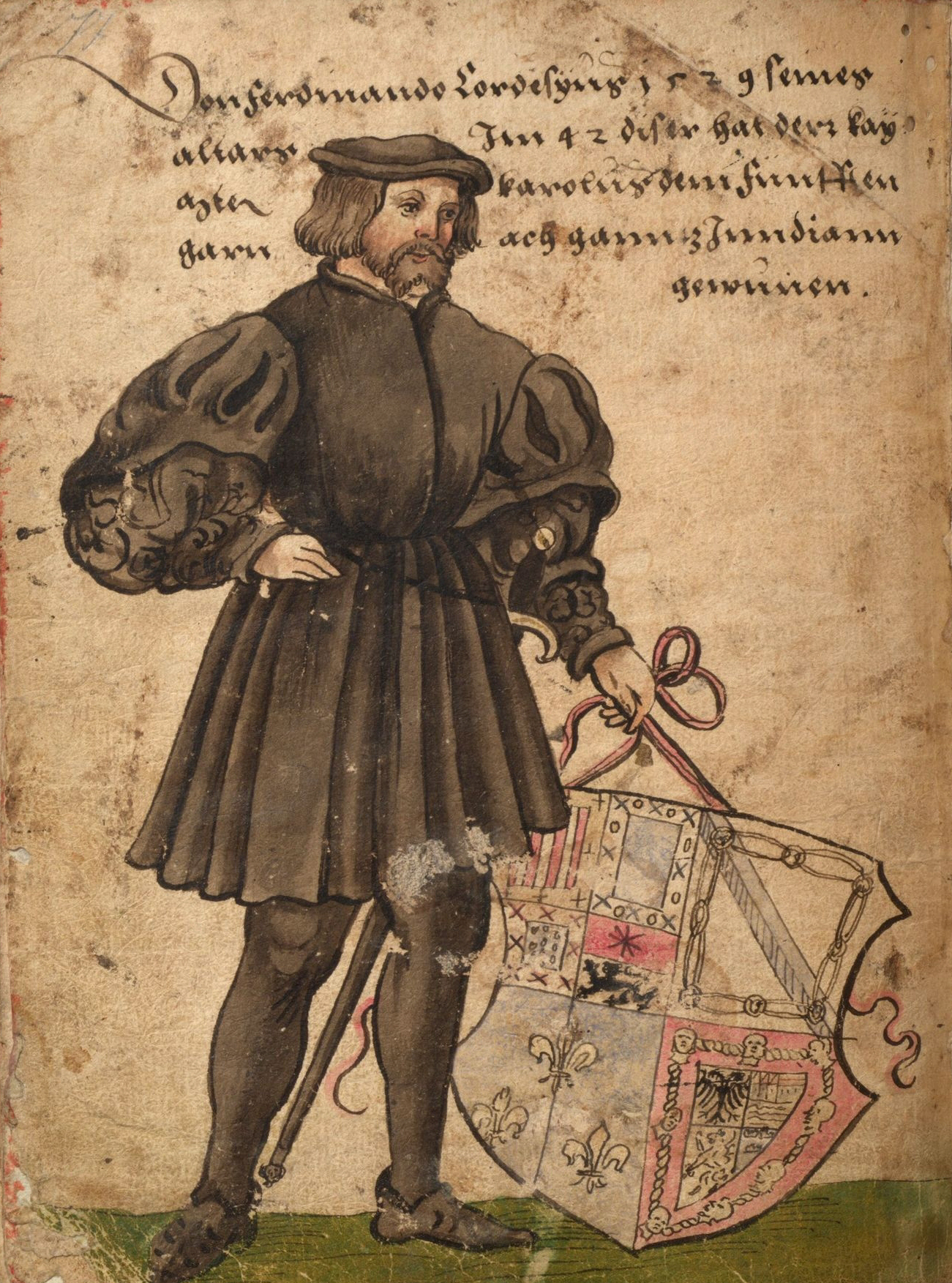
Hernán Cortés người đứng đầu cuộc chinh phục của Tây Ban Nha vào Đế chế Aztec. Ông rất xem trọng Isabel và trao cho cô đặc quyền Encomienda và họ cũng có với nhau một người con gái, nhưng không được Isabel công nhận

Doña Isabel được mô tả là "một phụ nữ rất xinh đẹp đối với một người bản địa".  Người chồng thứ tư của bà, Alonso de Grado, sớm qua đời và lúc đó Isabel chỉ mới khoảng 17 tuổi, góa bụa lần thứ tư. Cortés đưa cô về nhà mình và cô nhanh chóng có thai. Sau đó ông ta nhanh chóng gả cô cho một cộng sự khác của mình là Pedro Gallego de Andrade, và đứa trẻ được đặt tên là Leonor Cortés Moctezuma chào đời vài tháng sau đó (Isabel cũng có một người em cùng cha khác mẹ tên là Marina hoặc Leonor Moctezuma). Theo các nguồn tin của Tây Ban Nha, bà từ chối nhận đứa trẻ và được giao cho Juan Gutiérrez de Altamirano, một cộng sự thân cận khác của Cortés, chăm sóc. Tuy nhiên, Cortés đã chấp nhận đứa trẻ là con của mình và đảm bảo rằng cô bé được nuôi dưỡng tốt và nhận được tài sản thừa kế từ tài sản của ông và Doña Isabel. Cuộc hôn nhân của Isabel với Gallego sinh ra một đứa con trai, đó là Juan de Andrade Gallego Moctezuma, sinh năm 1530. Tuy nhiên, Gallego qua đời ngay sau đó. Năm 1532, bà kết hôn với người chồng thứ 6 là Juan Cano de Saavedra, người có ba con trai và hai con gái: Pedro, Gonzalo, Juan, Isabel và Catalina Cano de Moctezuma. Isabel và Catalina trở thành nữ tu tại tu viện đầu tiên ở châu Mỹ, El Convento de la Conception de la Madre de Dios. Cả hai cô con gái đều được giáo dục tốt, có lẽ cả hai con trai của bà cũng vậy.

## Qua đời và thừa kế

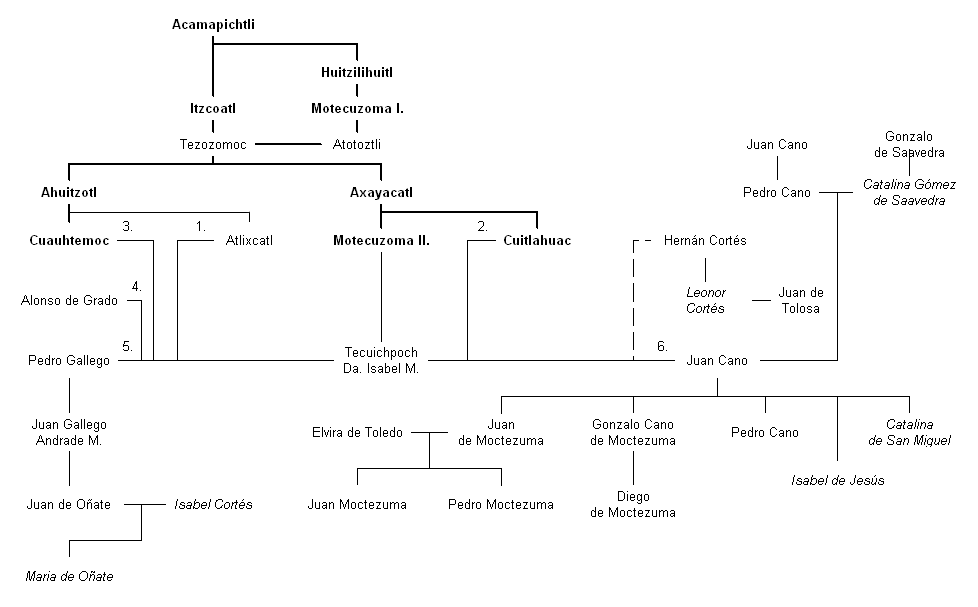
Phả hệ của Tecuichpoch

Doña Isabel qua đời vào năm 1550 hoặc 1551. Tài sản của bà để lại là rất lớn, không chỉ bao gồm lãnh địa thuộc đặc quyền encomienda mà còn cả tài sản cá nhân mà bà có được trong các cuộc hôn nhân với 3 người chồng Tây Ban Nha. Trước những cuộc hôn nhân đó, bà từng là một công chúa Aztec không sở hữu gì ngoại trừ cái địa vị hoàng gia nổi bật của mình. bà quyết định trả tự do cho những nô lệ da đỏ của mình, 1/5 tài sản được trao cho Giáo hội Công giáo, và tất cả các khoản nợ tồn đọng của bà, bao gồm cả tiền lương nợ người hầu, phải được thanh toán. Bà đã mua đồ trang sức và những món đồ xa xỉ khác và yêu cầu tặng nhiều món đồ này cho con gái mình, đồng thời bán tài sản còn lại và một phần ba số tiền thu được sẽ thuộc về con gái bà. Theo nguyện vọng trước khi qua đời, 20% tài sản của bà sẽ được Cortés trao cho Leonor, đứa con ngoài giá thú của bà. Đây rõ ràng là của hồi môn vì Leonor đã kết hôn hoặc sắp kết hôn với Juan de Tolosa ở Zacatecas.
Isabel để lại phần lớn số đất đai thuộc đặc quyền encomienda của mình cho người con trai cả, Juan de Andrade, nhưng việc thừa kế encomienda của ông đã bị tranh chấp bởi người chồng cuối của bà là Juan Cano, và Diego Arias de Sotelo, con rể của Leonor (Mariana) Moctezuma, người mà ông ấy tuyên bố là người thừa kế thực sự của Moctezuma. Kết quả sau nhiều năm kiện tụng là yêu sách của Arias de Sotelo đã bị bác bỏ, và đất Tacuba bị chia đôi giữa Cano và Andrade.

## Các hậu duệ hiện tại

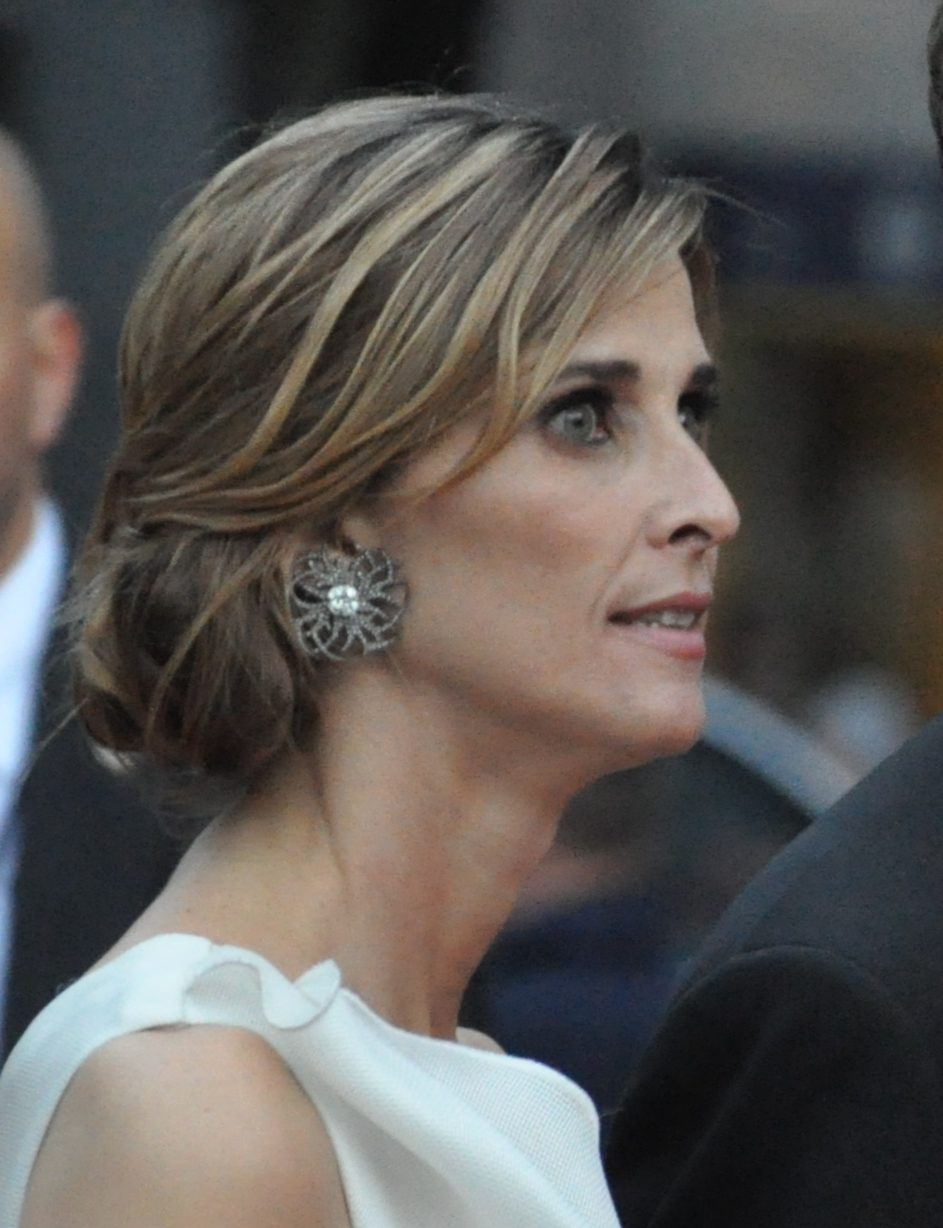
Rosario Nadal, Thân vương phu nhân xứ Preslav. Cô là cháu gái của Joaquín de Puigdórfila y Zaforteza, Bá tước thứ 9 xứ Olocau, Gia đình cô là hậu duệ của hoàng đế Aztec Moctezuma II thông qua con gái của ông là Isabel Moctezuma

Dòng dõi quý tộc Tây Ban Nha có nguồn gốc từ Isabel đến từ con trai của bà là Juan de Andrade. Các con trai của bà, Pedro và Gonzalo Cano, đã trở thành những công dân nổi tiếng của Thành phố México. Con trai của bà, Juan Cano Moctezuma, kết hôn với một gia đình nổi tiếng ở Cáceres, Tây Ban Nha, nơi Palacio de Toledo-Moctezuma vẫn còn tồn tại. Người chồng cuối cùng của Isabel là Juan Cano, qua đời ở Seville vào năm 1572. Dòng dõi mestizo bắt nguồn từ Isabel và chị gái của bà đã lan rộng ra giới quý tộc Tây Ban Nha. Vì giới quý tộc bản địa đã cải đạo được người Tây Ban Nha coi là quý tộc Tây Ban Nha nên dòng máu của giới quý tộc Aztec rất được tôn trọng và có cơ hôn phối với các dòng dõi của quý tộc Tây Ban Nha. Con cháu của Isabel và Leonor nhanh chóng kết hôn với những gia đình quan trọng nhất của Extremadura, một trong những khu vực giàu có nhất của Tây Ban Nha vào thời điểm đó. Người ta ước tính rằng Isabel có 2000 hậu duệ ngày nay chỉ riêng ở Tây Ban Nha. Những tuyên bố về quyền quý tộc của bá tước xứ Miravalle, bá tước xứ La Enrejada, công tước xứ Ahumada, công tước xứ Abrantes, và công tước xứ Monctezuma đến trực tiếp từ bà và em gái bà. Isabel là tổ tiên của Rosario Nadal, vợ của Kyril, Thân vương xứ Preslav, Carlos Fitz-James Stuart, Công tước thứ 19 xứ Alba, Marie-Liesse Claude Anne Rolande de Rohan-Chabot, vợ của Henri, Bá tước xứ Paris và Ignacio de Medina y Fernández de Córdoba, Công tước xứ Segorbe thứ 19, chồng của Công chúa Maria da Glória, Công tước phu nhân xứ Segorbe, vợ cũ của Alexander, Thái tử Nam Tư.

## Tầm quan trọng
Người ta biết rất ít về Doña Isabel, ngoài một số sự thật về cuộc đời bà. Isabel dường như đã thực hiện thành công quá trình chuyển đổi từ công chúa Aztec sang doña Tây Ban Nha. Con cháu của bà là ví dụ nổi bật nhất về khái niệm Mestizo - sự kết hợp giữa tổ tiên người Tây Ban Nha và người Mexico bản địa - điều đó sẽ là đặc trưng cho tương lai của Mexico. Người Tây Ban Nha mong muốn khắc sâu vào tâm trí người dân bản địa "định hướng kinh tế, tôn giáo và văn hóa của Tây Ban Nha." Isabel, dù là do tự nguyện hay ép buộc, thì cũng đã là một thành công lớn đầu tiên trong quá trình đồng hóa của người Tây Ban Nha và người Mexico bản địa.